# Segunda Federación
Segunda Federación, wcześniej znana jako Segunda RFEF, oficjalnie również jako Segunda B, jest czwartym poziomem hiszpańskiego systemu ligowego piłki nożnej zawierający 90 drużyn podzielonych na pięć grup. Jest administrowany przez Real Federación Española de Fútbol. 

## Historia
W dniu 6 maja 2020 r. Real Federación Española de Fútbol ogłosiła utworzenie trzeciej dywizji składającej się z dwóch grup po 40 zespołów, nazwanej Primera División RFEF, co spowodowało przekształcenie dotychczasowej trzeciej dywizji, Segunda División B, spadając o poziom i stając się Segunda División RFEF; zmiany zostały wprowadzone w życie na sezon 2021–22.
W lipcu 2022 roku dywizja została przemianowana na Segunda Federación.

## Format
Segunda Federación obejmuje 90 drużyn podzielonych na 5 grup po 18 zespołów. Mistrzowie każdej grupy uzyskują automatyczną promocję do Primera Federación, podczas gdy pozostałe cztery najlepsze drużyny zakwalifikowane do rundy play-off, gdzie pięć spośród 20 zakwalifikowanych drużyn również uzyskuje awans. Jednak drużyny rezerwowe są uprawnione do awansu do Primera Federación tylko wtedy, gdy ich drużyna seniorska gra w wyższej lidze. Dolne pięć drużyn w każdej grupie spada do Tercera Federación. Ponadto, cztery najgorsze drużyny z 13. miejsca uczestniczą w barażach o utrzymanie, aby ustalić dwie drużyny, które spadną.

## Kwalifikowalność zawodników
Każdy zespół ligi Segunda Federación może mieć 22 zawodników w swoim składzie, podlegających dwóm ograniczeniom:
1. Maksymalnie 16 zawodników może mieć powyżej 23 lat[3].
2. Minimum 10 zawodników musi być podpisanych umową zawodową[4].

## Najlepsi strzelcy
| Sezon     | Najlepsi Strzelcy | Klub              | Gole |
| --------- | ----------------- | ----------------- | ---- |
| 2021-2022 | Charles           | Pontevedra        | 19   |
| 2022-2023 | Carlos Martín     | Atlético Madrid B | 18   |